# Gran Premio Pretola
Le Gran Premio Pretola est une course cycliste italienne disputée à Pretola (it), frazione de la commune de Pérouse en Ombrie. Créée en 1952, elle est organisée par l'ASD Tevere. 
Cette épreuve fait actuellement partie du calendrier régional de la Fédération cycliste italienne, en catégorie 1.21. Elle est par conséquent réservée aux cyclistes juniors (moins de 19 ans). 

## Histoire
Le Grand Prix a toujours lieu au mois d'octobre, mais en 2008, il est déplacé en septembre, puis au mois de mars à partir de 2009. Elle est organisée par l'Associazione Sportiva Dilettantistica Tevere. 
Jusqu'en 2012, la course est ouverte à la catégorie élite/moins de 23 ans. En 2013, elle est uniquement disputée par des cyclistes juniors. Elle reprend ensuite sa place dans le calendrier régional élite en 2022. 

## Palmarès
| Année     | Vainqueur                          | Deuxième             | Troisième             |
| --------- | ---------------------------------- | -------------------- | --------------------- |
| 1952      | Fernando Nardelli                  | Romano Mazzoni       | Alvaro Faggiani       |
| 1953      | Loriano Sgherri                    | Fernando Desideri    | Giorgio Lisi          |
| 1954      | Noè Conti                          | Pierino Gattoni      | Marcello Perugi       |
| 1955      | Marcello Chiti                     | Ardelio Trapé        | Walter Mancini        |
| 1956      | Bruno Mealli                       | Enrico Paoletti      | Nello Velucchi        |
| 1957      | Renzo Salvatori                    | Ennio Marazzotti     | Eros Foianesi         |
| 1958      | Livio Trapè                        | Pietro Susta         | Enzo Cerbini          |
| 1959      | Amico Ippoliti                     | Livio Trapè          | Carlo Brugnami        |
| 1960      | Sergio Alzani                      | Giancarlo Ceppi      | Giuseppe Porti        |
| 1961      | Alfredo Marocchi                   | Daniele Cecchetti    | Omero Meco            |
| 1962      | Fabio Brugnami                     | Omero Meco           | Maurizio Meschini     |
| 1963      | Giorgio Brigliadori                | Marco Manzari        | Marcello Mugnaini     |
| 1964      | Costanzo Pierini                   | Lauro Sforzini       | Amedeo Gattafoni      |
| 1965      | Gianfranco Gallon                  | Silvano Consolati    | Mario Anni            |
| 1966      | Francesco Menghi                   | Giancarlo Massari    | Sergio Tendola        |
| 1967      | Enrico Paolini                     | Ciro Serini          | Antonio Marzoli       |
| 1968      | Adriano Fussi                      | Carlo Maccagnani     | Quinto Ciccarelli     |
| 1969      | Nicola Siracusa                    | Luciano Frezza       | Raffaele Pisacane     |
| 1970      | Ermanno Damiani                    | Wilson Longarini     | Marcello Soldi        |
| 1971      | Lamberto Franchini                 | Giuseppe Pace        | Remo Boccolacci       |
| 1972      | Vittore Faggioni                   | Paolo Cardinali      | Oscar Martelli        |
| 1973      | Remo Boccolacci                    | Paolo Cardinali      | Mauro Colarieti       |
| 1974      | Wilson Longarini                   | Luigi Carosi         | Alfio Vandi           |
| 1975      | Maurizio Ciani                     | Carlo Burini         | Marco Merloni         |
| 1976      | Moreno Mandriani                   | Moreno Iacomelli     | Stefano Alderighi     |
| 1977      | Eros Pittavini                     | Walter Comodi        | Nando Calvaresi       |
| 1978      | Luciano Biagiotti                  | Moreno Bilancini     | Maurizio Serani       |
| 1979      | Michele Rosi                       | Stefano Massini      | Pierangelo Boldrini   |
| 1980      | Angelo Giordano                    | Giancarlo Baldoni    | Paolo Matteo          |
| 1981      | Claudio Madiai                     | Danilo Bartolini     | Paolo Governatori     |
| 1982      | Francesco Cesarini                 | Quinto Menci         | Massimo Liverani      |
| 1983      | Federico Longo                     | Angelo Castelli      | Enrico Pochini        |
| 1984      | Claudio Tordini                    | Carlo Socciarelli    | Andrea Bartoli        |
| 1985      | Roberto Ciampi                     | Alessio Di Basco     | Roberto Tinarelli     |
| 1986      | Salvatore Caruso                   | Morten Sæther        | Michele Coppolillo    |
| 1987      | Salvatore Caruso                   | Morten Sæther        | William Dazzani (it)  |
| 1988      | Sergio Spagliccia                  | Mario Panichi        | Michele Coppolillo    |
| 1989      | Oscar Consolati                    | Renzo Simi           | Alberto Puerini       |
| 1990      | Angelo Menghini                    | Mauro Bettin         |                       |
| 1991      | Ivan Vincaretti                    | Renzo Simi           | Maurizio Nuzzi (it)   |
| 1992      | Paolo Lanfranchi                   | Alessandro Bertolini | Paolo Valoti          |
| 1993      | Gianluca Brugnami Davide Dall'Olio |                      | Mauro Sandroni        |
| 1994      | Luca Prada                         | Claudio Camin        | Diego Ferrari         |
| 1995      | Cristiano Andreani                 | Denis Zavatta        | Juri Recanati         |
| 1996      | Dimitri Pavi Degl'Innocenti        | Simone Gobbini       | Mirco Zanobini        |
| 1997      | Simone Cheli                       | Guglielmo De Nobile  | Gianluca Nicolè       |
| 1998      | Serghei Baradolin                  | Massimiliano Martini | Massimiliano Giuliani |
| 1999      | Sławomir Kohut                     | Luca Barattero       | Eliseo Dal Re         |
| 2000      | Roberto Lotti                      | Matteo Gigli         | Dmitry Gainetdinov    |
| 2001      | Domenico Passuello                 | Matteo Gigli         | Serhij Advjejev       |
| 2002      | Davide Silvestri (it)              | Francesco Bellotti   | Massimiliano Martella |
| 2003      | Pasquale Muto                      | Roman Radchenko      | Dmitri Nikandrov      |
| 2004      | Andrei Kunitski                    | Branislau Samoilau   | Luigi Sestili         |
| 2005      | Diego Genovesi                     | Branislau Samoilau   | Simone Bruson         |
| 2006      | Stefano Usai                       | Anton Knyazhev       | Yauhen Sobal          |
| 2007      | Fabio Taborre                      | Federico Canuti      | Ermanno Capelli       |
| 2008      | Leonardo Pinizzotto                | Alessandro Raisoni   | Luca Fioretti         |
| 2009      | Davide Appollonio                  | Paolo Ciavatta       | Diego Ulissi          |
| 2010      | Enrico Mantovani                   | Kristian Sbaragli    | Maksym Averin         |
| 2011      | Antonino Parrinello                | Salvatore Puccio     | Alexander Serebryakov |
| 2012      | Dúber Quintero                     | Kristian Sbaragli    | Eugenio Bani          |
| 2013      | Daniel Marcellusi                  | Manuel Pesci         | Giacomo Giuliani      |
| 2014-2016 | non disputé                        | non disputé          | non disputé           |
| 2017      | Gabriele Benedetti                 | Mattia Petrucci      | Filippo Zana          |
| 2018      | Gabriele Greco                     | Nicolò Pencedano     | Francesco Parravano   |
| 2019      | Filippo Dignani                    | Gabriele Del Corso   | Mattia Casadei        |
| 2020      | non disputé                        | non disputé          | non disputé           |
| 2021      | Samuele Scappini                   | Tommaso Bambagioni   | Samuele Privitera     |
| 2022      | Tommaso Nencini                    | Lorenzo Quartucci    | Francesco Pirro       |
| 2023      | Pietro Di Genova                   | Tommaso Bambagioni   | Leonardo Consolidani  |
| 2024      | Luca Attolini                      | Nate Burns           | Federico Cozzani      |